# 窦店土城
窦店土城，位于北京市房山区窦店镇，可能是战国时期燕国中都的城址。

## 简介
《太平寰宇记》卷六十九《幽州良乡县》载：“（良乡县）在燕为中都，汉为良乡县，属涿郡。”明朝《永乐大典》存《顺天府志》卷十三《良乡县》：“（良乡县）春秋、战国时，在燕为中都，西汉置良乡县。”春秋战国时期，燕国兴建了燕中都城作为军事重镇，西汉在该城的基础上设良乡县城。
1957年至1958年，冯秉其、唐云明调查了“芦村古城”，查明该城是长方形土城，分为内、外两层，此城即窦店土城。1959年1月，刘之光、周桓等人调查了这座古城，首次称其为“窦店土城”。从地面采集及城墙夯土所含的陶片等遗物初步推断，城垣的建筑年代为战国末期至西汉。1962年，北京市文物工作队勘查“窦店土城”及黑古台遗址，在黑古台村发现两座夯土台以及大批陶片、瓦当等战国时期燕国遗物。这就将搜寻燕中都的视线引向黑古台遗址。1986年至1990年，北京市文物研究所拒马河考古队先后两次针对窦店古城进行调查和试掘，调查发现大城的西、南、东三面的城墙各设有一门，大城外墙夯土内出土的板瓦、陶器残片具备战国早期的特征，故认定窦店土城的大城的兴建年代不会晚于战国早期，而且战国晚期曾经对城墙进行全面整修，从规模、时代、夯筑方法、地理位置推测，位于窦店村西面的这座窦店土城便是燕国的中都城。
经过多次考古调查及发掘探明，窦店土城址平面呈长方形，包括内、外两层城垣，外城是堆积土围，内城是夯筑土墙。内城南北宽约860米，东西长约1100米；外郭城南北宽约960米，东西长约1200米。城与郭之间的间距20米。城内靠西墙建有长方形的子城一座。子城南北宽约300米，东西长约400米，其西侧即借大城城墙。城垣因为常年遭受风雨侵蚀及人为破坏，已残缺，但轮廓仍然保存清晰。最完整处的墙高8米，底宽17米，顶宽2.5米。
该城是北京地区保存最完好的一座古城。1979年8月21日，窦店土城被公布为北京市文物保护单位。